# Antoine Andraos
Antoine Andraos (né en Syrie en 1950) est un homme politique libanais.

## Biographie
Diplômé en génie de l'université Saint-Joseph de Beyrouth et en gestion financière de l’université Paris II Panthéon-Assas, il dirige plusieurs entreprises de travaux publics entre la France et le Liban.
Proche de Rafiq Hariri et de Walid Joumblatt, il est nommé en 1993 président du Fonds National pour les Déplacés. Son rôle à ce poste fut très controversé, notamment quant à la politisation de ces fonds et de potentielles manœuvres de corruption.
Il démissionne en 1996 pour se présenter aux élections législatives sur la liste de Walid Joumblatt, soutenu par Rafiq Hariri et le général en chef des services de renseignements syriens au Liban, Ghazi Kenaane. Il est élu député grec-orthodoxe d'Aley. Il est réélu à ce poste en 2000 et comme ses colistiers, réunis au sein du bloc parlementaire de la Rencontre démocratique. Il vote contre la reconduction du mandat du Président Émile Lahoud en septembre 2004.
Andraos est réélu en 2005 sur la liste des forces de l'Alliance du 14 Mars avec l'appui des voix du Hezbollah. Il ne se représente pas aux élections de 2009.

## Vie politique
En 2010, il est élu vice-président du Courant du futur dirigé par Saad Hariri.